# Daemonorops dransfieldii
Daemonorops dransfieldii är en enhjärtbladig växtart som beskrevs av Himmah Rustiami.
Daemonorops dransfieldii ingår i släktet Daemonorops och familjen Arecaceae. Artens utbredningsområde är Sumatera. Inga underarter finns listade i Catalogue of Life.